# Isabell Otto

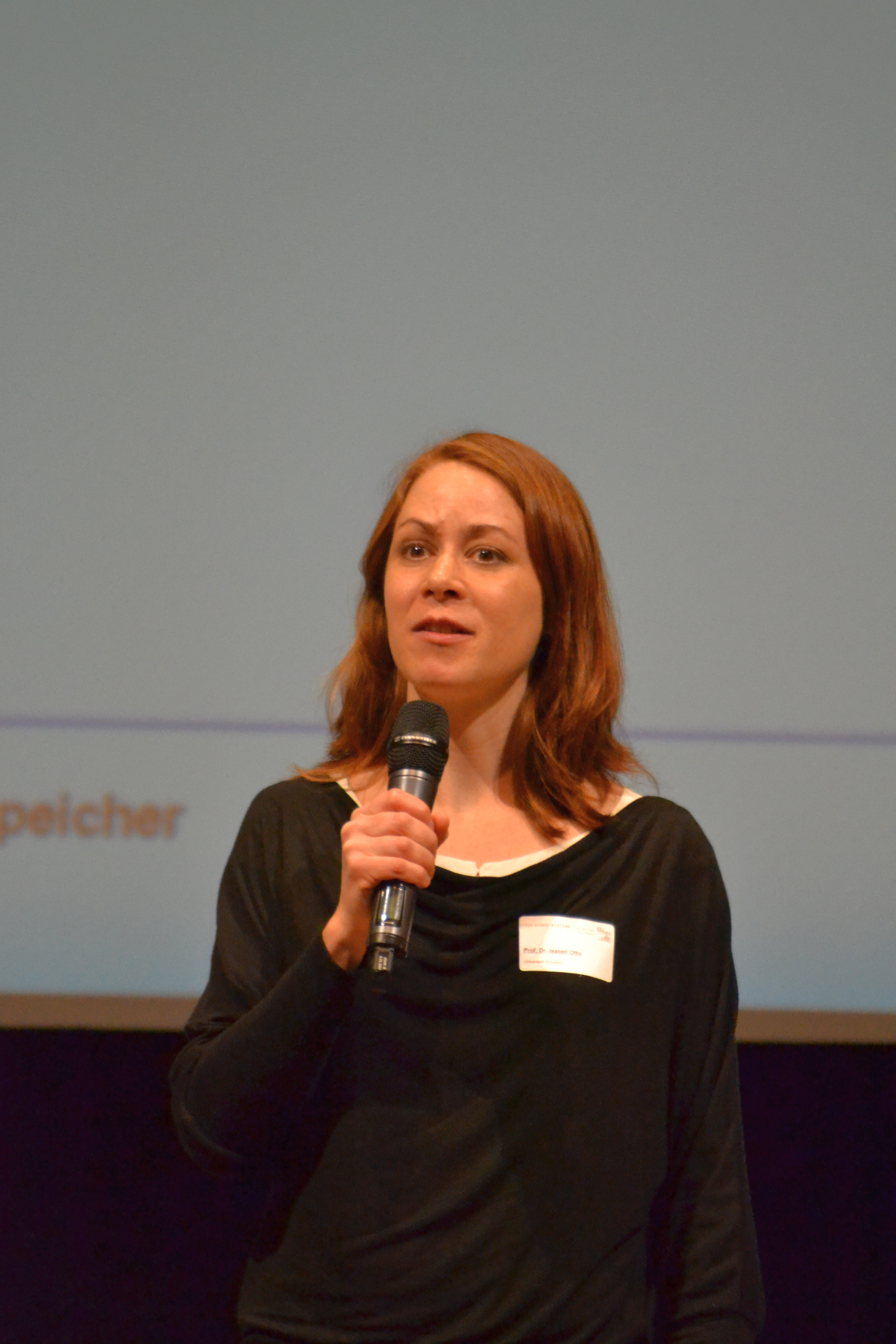

Isabell Otto (* 1. November 1976 in Freiburg im Breisgau) ist eine deutsche Medienwissenschaftlerin.

## Leben
Von 1997 bis 2002 studierte sie Theater-, Film- und Fernsehwissenschaft, Germanistik und Philosophie an der Albert-Ludwigs-Universität Freiburg, an der Universität zu Köln und an der Universität Paris III (UFR Cinéma et audiovisuel). Von 2002 bis 2008 war sie wissenschaftliche Mitarbeiterin am kulturwissenschaftlichen Forschungskolleg „Medien und kulturelle Kommunikation“, Köln. Von 2004 bis 2009 war sie wissenschaftliche Mitarbeiterin am Institut für Theater-, Film- und Fernsehwissenschaft, Universität zu Köln. Nach der Promotion 2008 in Köln, Dissertation: „Aggressive Medien. Zur Geschichte des Wissens über Mediengewalt“ (summa cum laude) war sie von 2008 bis 2010 wissenschaftliche Mitarbeiterin in der Koordinationsstelle der Graduiertenschule „Locating Media/Situierte Medien“ und am Fachbereich 3 –Sprach-, Literatur- und Medienwissenschaft der Universität Siegen. Von 2010 bis 2015 war sie Juniorprofessorin für Medienwissenschaft in Konstanz. Von 2013 bis 2014 vertrat sie die W2-Professur für Medientechnik und Medienphilosophie an der Ruhr-Universität Bochum. Von 2014 bis 2015 war sie Fellow am Kulturwissenschaftlichen Kolleg des Exzellenzclusters „Kulturelle Grundlagen von Integration“. Seit 2015 lehrt sie als Professorin für Medienwissenschaft mit dem Schwerpunkt Mediale Teilhabe in digitalen Kulturen (Forschergruppen-Professur, gefördert durch die Deutsche Forschungsgemeinschaft).

## Schriften (Auswahl)
- Aggressive Medien. Zur Geschichte des Wissens über Mediengewalt. Bielefeld 2008, ISBN 3-89942-883-8.
- als Herausgeberin mit Arno Meteling und Gabriele Schabacher: „Previously on...“ – Zur Ästhetik der Zeitlichkeit neuerer TV-Serien. München 2010, ISBN 978-3-7705-4835-4.
- als Herausgeberin mit Mathias Denecke, Anne Ganzert und Robert Stock: ReClaiming participation. Technology – mediation – collectivity. Bielefeld 2018, ISBN 3-8376-2922-8.
- als Herausgeberin mit Nacim Ghanbari, Samantha Schramm und Tristan Thielmann: Kollaboration. Beiträge zur Medientheorie und Kulturgeschichte der Zusammenarbeit . München 2018, ISBN 3-7705-5840-5.
- Prozess und Zeitordnung. Temporalität unter der Bedingung digitaler Vernetzung. Konstanz 2020, ISBN 978-3-8353-9129-1.